# Wayne County (Utah)

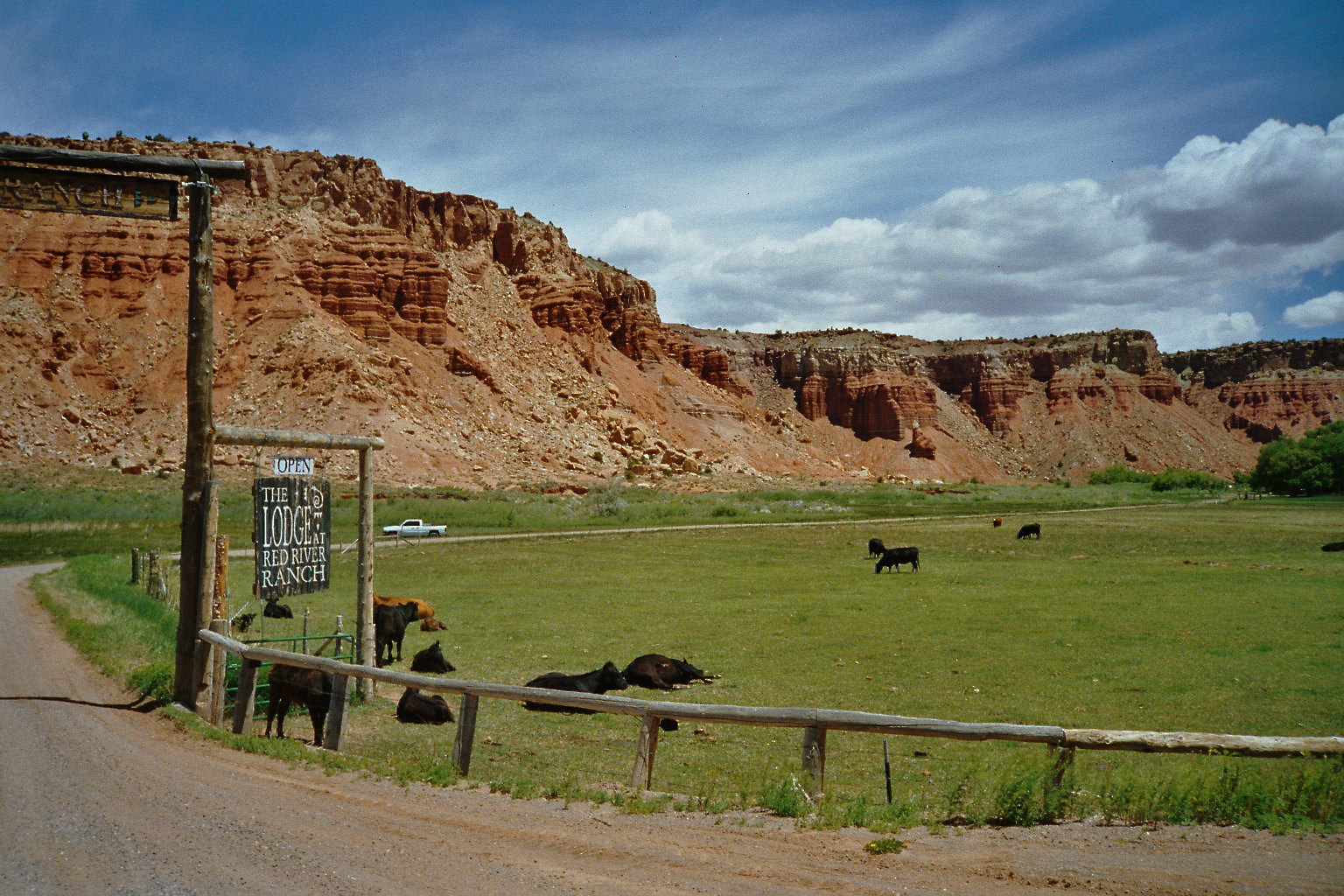
Wayne county, Utah.

Wayne County is een van de 29 county's in de Amerikaanse staat Utah.
De county heeft een landoppervlakte van 6.372 km² en telt 2.509 inwoners (volkstelling 2000). De hoofdplaats is Loa.

## Aangrenzende county's
| Aangrenzende county's | Aangrenzende county's | Aangrenzende county's | Aangrenzende county's | Aangrenzende county's |
| --------------------- | --------------------- | --------------------- | --------------------- | --------------------- |
| Sevier                |                       | Emery                 |                       |                       |
|                       |                       |                       |                       |                       |
| Piute                 | San Juan              |                       |                       |                       |
|                       |                       |                       |                       |                       |
|                       |                       | Garfield              |                       |                       |

## Bevolkingsontwikkeling
Beaver · Box Elder · Cache · Carbon · Daggett · Davis · Duchesne · Emery · Garfield · Grand · Iron · Juab · Kane · Millard · Morgan · Piute · Rich · Salt Lake · San Juan · Sanpete · Sevier · Summit · Tooele · Uintah · Utah · Wasatch · Washington · Wayne · Weber